# Séraphine
Séraphine is een Frans-Belgische film uit 2008 onder regie van Martin Provost. De film vertelt het verhaal van de Franse schilderes Séraphine de Senlis vanaf haar ontmoeting met de Duitse kunstverzamelaar Wilhelm Uhde in 1912 tot haar opname in de psychiatrische inrichting in 1932.

## Verhaal
Wilhelm Uhde, een Duits kunstverzamelaar, huurt een appartement in Senlis om er te schrijven. Hij neemt een meid in dienst, de 48-jarige Séraphine Louis. Enige tijd later ontdekt hij bij de lokale notabelen een op hout geschilderd werk, dat tot zijn verrassing geschilderd werd door zijn huishoudster. Hij overtuigt haar van haar talent en promoot haar werken. Door het begin van de oorlog in 1914 moet hij naar Duitsland vluchten, maar in 1927 ontmoet hij haar opnieuw en merkt dat haar werk verbeterd is en koopt meer van haar. Door de Grote Depressie slaagt hij er niet in haar werken te verkopen. Séraphine krijgt daardoor een mentale terugval en belandt uiteindelijk in de psychiatrische instelling, waar Uhde wordt geadviseerd haar niet meer te bezoeken.

## Rolverdeling
| Acteur           | Personage                                             |
| ---------------- | ----------------------------------------------------- |
| Yolande Moreau   | Séraphine Louis, later gekend als Séraphine de Senlis |
| Ulrich Tukur     | Wilhelm Uhde                                          |
| Anne Bennent     | Anne-Marie Uhde                                       |
| Geneviève Mnich  | Madame Duphot                                         |
| Adélaïde Leroux  | Minouche                                              |
| Serge Larivière  | Duval                                                 |
| Françoise Lebrun | la mère supérieure                                    |

## Prijzen en nominaties
De film won in totaal 17 prijzen en kreeg 5 nominaties waaronder:
- Césars 2009
  - Winnaar: Beste actrice (hoofdrol) (Yolande Moreau)
  - Winnaar: Beste opname (Laurent Brunet)
  - Winnaar: Beste kostuums (Madeline Fontaine)
  - Winnaar: Beste film
  - Winnaar: Beste filmmuziek (Michael Galasso)
  - Winnaar: Beste decor (Thierry François)
  - Winnaar: Beste scenario of bewerking (Marc Abdelnour & Martin Provost)
  - Genomineerd: Beste regisseur (Martin Provost)
  - Genomineerd: Beste geluid (Emmanuel Croset, Ingrid Ralet & Philippe Vandendriessche)

- European Film Awards
  - Genomineerd: Beste actrice (Yolande Moreau)

- Los Angeles Film Critics
  - Winnaar: Beste actrice (Yolande Moreau)

- National Society of Film Critics
  - Winnaar: Beste actrice (Yolande Moreau)